# Mount Torii
Mount Torii ist ein markanter und kliffartiger Berg im ostantarktischen Viktorialand. An der Nordseite des Taylor Valley ragt er oberhalb des Hoare- und des Tschadsees zwischen dem Suess- und dem Kanada-Gletscher auf.
Das Advisory Committee on Antarctic Names benannte ihn 1997 nach dem japanischen Geochemiker Tetsuya Torii (1918–2008), der zwischen 1963 und 1987 in 20 Kampagnen japanische Mannschaften zur geochemischen Untersuchung der Seen und Tümpel in den Antarktischen Trockentälern geleitet hatte.